# デボラ・エリス
デボラ・エリス（Deborah Ellis, 1960年8月7日 –  ）は、カナダ人の児童文学作家である。
1960年、カナダオンタリオ州コクレーン生まれ。
17歳の頃から、非暴力、平和運動などの政治活動に参加する。2000年に、カナダ総督文学賞を受賞した。
アフガニスタン難民を支援するNGOの中心人物として活動、「生きのびるために」の印税をこのNGOに寄付している。
レズビアンであることを公表している。

## 受賞歴
- カナダ総督文学賞　2000年　（Looking for X （『Ｘをさがして』）に対して）

## 主な著書
- 1999 Looking for X（『Ｘをさがして』）
- The Breadwinner（『生きのびるために』）
- Parvana's Journey（『さすらいの旅 ― 続・生きのびるために』）
- Mud City（『泥かべの町』）
- Women of the Afghan War
- Three Wishes: Palestinian and Israeli Children Speak（『三つの願い ― パレスチナとイスラエルの子どもたち』）
- en:The Heaven Shop（『ヘブンショップ』）
- I am a Taxi
- Bifocal
- Sacred Leaf

## 日本語訳された作品
- 『Ｘをさがして』もりうちすみこ訳、さ・え・ら書房、2001年
- 『生きのびるために』もりうちすみこ訳、さ・え・ら書房、2002年
- 『さすらいの旅 ― 続・生きのびるために』もりうちすみこ訳、さ・え・ら書房、2003年
- 『泥かべの町』もりうちすみこ訳、さ・え・ら書房、2004年
- 『三つの願い ― パレスチナとイスラエルの子どもたち』もりうちすみこ訳、さ・え・ら書房、2006年
- 『ヘブンショップ』海外児童文学　この地球を生きる子どもたち、さくまゆみこ訳、鈴木出版、2006年
- 『きみ、ひとりじゃない』もりうちすみこ訳、さ・え・ら書房、2011年
- 『希望の学校 : 新・生きのびるために』もりうちすみこ訳、さ・え・ら書房、2013年
- 『九時の月』もりうちすみこ訳、さ・え・ら書房、2017年